# Dendrophthora confertiflora
Dendrophthora confertiflora là một loài thực vật có hoa trong họ Santalaceae. Loài này được Krug & Urb. mô tả khoa học đầu tiên năm 1896.